# Grego cretense
O grego cretense (em grego: Κρητική διάλεκτος, transl. Kritikí diálektos, "dialeto cretense"; também Κρητικά, Kritiká, "cretense") é um dialeto do grego, falado por mais de meio milhão de pessoas na ilha de Creta e por milhares espalhados por toda a diáspora grega.

## Distribuição geográfica
O dialeto cretense é falado pela maioria dos gregos cretenses na própria ilha de Creta, assim como pelos milhares de cretenses que migraram para as principais cidades do país, especialmente em Atenas. Nos principais centros da diáspora grega o dialeto também continua a ser usado pelos descendentes de cretenses, especialmente nos Estados Unidos, Austrália e Alemanha. Além disso, os descendentes de diversos muçulmanos cretenses que abandonaram a ilha durante o século XIX e início do século XX continuam a usá-lo. Na Turquia são chamados de turcos cretenses. Existe um grupo de turcos cretenses que habita a cidade costeira de Al-Hamidiyah, na Síria, e os territórios vizinhos naquele país e no Líbano.

### Características fonológicas
- Palatalização - o grego padrão tem uma alternância alofônica entre as consoantes velares ([k], [ɡ], [x], [ɣ]) e suas equivalentes palatalizadas ([c], [ɟ], [ç], [ʝ]) antes das vogais anteriores (/i/, /e/). Nos dialetos meridionais, a palatalização avança ainda mais rumo às africadas (ex.: [tʃe] em contraste com o [ce] do grego padrão, significando "e"). Diversos subdialetos podem ser identificados que apresentam ou sons palato-alveolares ([tʃ], [dʒ], [ʃ], [ʒ]) ou alveolo-palatais ([tɕ], [dʑ], [ɕ], [ʑ]). Os primeiros foram registrados em Chipre, e os últimos em Creta, entre outros lugares.[1]

### Características gramaticais
- 'inda? em contraste a ti?' - no grego padrão o pronome interrogativo 'que?' é ti. Na maioria das ilhas do mar Egeu (com exceção de seus limítes geográficos: Rodes, no sudeste, Lemnos, Tassos e as Espórades, no norte, além de Andros a oeste) é inda.[2]

## Uso e padronização
Hoje em dia o dialeto cretense raramente é usado na escrita. No entanto, os gregos cretenses costumeiramente se comunicam uns com os outros no dialeto; o cretense não é muito diferente dos dialetos do grego moderno ou mesmo do grego padrão, e têm um grande nível de intelegibilidade mútua com eles. Muitas organização e sociedades de cretenses se esforçam por preservar a sua cultura - incluindo o seu dialeto, e este não parece correr o risco de extinção até o momento. Alguns acadêmicos já especularam que o cretense possa ter formado a base do grego moderno padrão, um processo que teria sido interrompido, no entanto, com a conquista otomana em 1669.

## História
Como todos os outros dialetos do grego moderno (com a exceção do tsacônico e, até certo ponto, o griko, o cretense descende do Koiné. Sua estrutura e seu vocabulário preservaram diversas características diferentes do grego padrão, devido à distância de Creta dos principais centros da Grécia.
Houve também influências de outros idiomas; a conquista de Creta pelos árabes, em 824, por exemplo, deu origem a diversos topônimos. A influência veneziana, no entanto, provou-se a mais duradoura, já que a ilha permaneceu sob o controle de Veneza por quase cinco séculos. Até hoje, diversos topônimos, nomes e palavras vêm do veneziano, que veio reforçar a influência latina que já existia desde a Antiguidade Clássica e do início do Império Bizantino. Com a conquista otomana de 1669, diversas palavras turcas também entraram no vocabulário dos cretenses. Empréstimos, como de costume, quase sempre foram lexicais; tanto o árabe quanto o turco e o veneziano tiveram pouca ou nenhuma influência na gramática e na sintaxe. Com o início do século XX e a evolução da tecnologia e do turismo, termos do inglês, francês e alemão passaram a ser amplamente utilizados.

## Literatura
Obras medievais sugerem que o grego moderno teria começado a tomar forma já no século X, e uma de suas primeiras obras foi o poema épico do Diguenis Acritas. No entanto, a primeira atividade literária importante o suficiente para ser identificada como "literatura grega moderna" foi feito no dialeto cretense no século XVI.
Erotokritos é, sem dúvida, a obra-prima da literatura cretense, e é considerada por alguns como a maior obra de toda a literatura grega moderna. Escrita por volta de 1600, por Vitsentzos Kornaros (1553-1613), tem mais de 10.000 dísticos de quinze sílabas que rimam, o poema narra as desventuras de dois jovens amantes, Erotócrito (Erotokritos) e Aretusa (Aretousa), filha de Héracles, rei de Atenas. O conto teve uma imensa popularidade entre seus leitores gregos.
Os poetas do período da literatura cretense (séculos XV-XVII) utilizavam o dialeto cretense falado. A tendência de "purgar" o idioma dos elementos estrangeiros foi, acima de tudo, representada por Chortatsis, Kornaros e pelos poetas anônimos de Voskopoula e o Sacrifício de Abraão, cujas obras ressaltam o poder expressivo do dialeto. Como havia sido ditado pela teoria pseudo-aristotélica do decoro, os heróis destas obras usam um vocabulário análogo ao seu contexto sócio-educacional; e foi graças a esta convenção que as comédias cretenses foram escritas num idioma que era um amálgama de italicismos, latinismos e do dialeto local, aproximando-se da língua falada pela classe média das cidades cretenses. O espaço de tempo que separa Antonios Achelis, autor do Cerco de Malta (1570) e Chortatsis e Kornaros é pouco demais para ter permitido a formação do dialeto cretense que já pode ser visto nos textos dos dois últimos; a única explicação, portanto, seria a de que os poetas do fim do século XVI estavam empregando conscientemente uma preferência linguística particular - tinham como meta um estilo puro da língua, para a sua literatura, e, através daquele idioma, obter uma identidade própria para a produção literária grega de sua terra natal.
A florescente escola cretense foi totalmente aniquilada com captura da ilha pelos turcos no século XVII. As baladas dos cleftes, no entanto, sobreviveram desde o século XVIII, canções dos guerreiros gregos que habitavam as montanhas e empreendiam uma guerrilha contra os invasores turcos.
Diversos autores gregos integraram elementos da literatura cretense em suas obras; entre estes está Nikos Kazantzakis, conhecido por suas contribuições literárias escritas principalmente no grego padrão. Este paradigma ajudou Kazantzakis a escrever obras significativas, como Zorba, o Grego, estabelecendo assim para si mesmo um reconhecimento em diversos círculos internacionais.